# Elham Malekpoor Arashlu
Elham Malekpoor Arashlu (persa: الهام ملک‌پور ارشلو; Irán, julio de 1983) o Elham Malepoor, es una poetisa, escritora y periodista iraní.

## Biografía
Elham se graduó en literatura persa en la Universidad de Kerman. En septiembre de 2012 abandonó Irán debido a amenazas recibidas. Desde entonces vive en los Países Bajos y trabaja como activista de los derechos LGBT, escritora y poetisa. Entre 2015 a 2018 trabajó en la Fundación JoopeA como miembro del equipo directivo, y desde 2016 es miembro de PEN International en los Países Bajos.

## Obras
En 2006 Elham publicó su primer libro de poemas en Irán, "Jamaica también es un país..." (persa: که جامائیکا هم کشوریست...).
Malekpoor es también autora de los libros "Una silla para sentarse" (persa: صندلی برای نشستن), "Historiografía de Houman" (persa: تاریخنگاری هومان), y "Rompiendo la carne invertebrada" (persa: منقار در گوشت بیمهره).

## Vida personal
Elham Malekpoor es semiciega.